# Орловский рысак
Орловский рысак, или орловская рысистая, — знаменитая русская порода легкоупряжных лошадей с наследственно закреплённой способностью к резвой рыси.
Выведена в России, на Хреновском конном заводе в Воронежской губернии под руководством его владельца графа А. Г. Орлова во второй половине XVIII — начале XIX веков методом сложного воспроизводительного скрещивания с использованием арабской, датской, голландской, мекленбургской и других пород.
В 2016 году породе исполнилось 240 лет. Основная сфера использования орловского рысака сегодня это рысистый спорт (бега на ипподромах). Также используется в качестве улучшателя массового коневодства, до сих пор применяется населением России в разных регионах страны на различных работах. Нашёл своё применение и в конной полиции. Благодаря красоте своего экстерьера, силе и выносливости, высокой генетической ценности орловцы пользуются неизменной популярностью на международных аукционах лошадей.
Орловские рысаки используются также в драйвинге; в конно-спортивных клубах России популярны как прогулочные лошади.

## Общая характеристика
Одна из старейших заводских пород лошадей России. Именно с орловской рысистой породы по сути начинается становление всего отечественного коннозаводства. Положенные А. Г. Орловым и его помощником В. И. Шишкиным в основу выведения и дальнейшего разведения орловского рысака — методы, имели влияние на развитие отечественной зоотехнической науки..
Орловские рысаки принадлежат к числу крупных лошадей. Высота в холке 157—170 см; рост жеребцов в среднем равен 162 см, кобыл — 161 см. Средняя косая длина туловища жеребцов 161 см, обхват груди 180 см, обхват пясти 20,3 см; средняя масса 500—550 кг.
Наиболее распространённые масти: серая, светло-серая («белая»), красно-серая, серая в яблоках и тёмно-серая. Часто встречаются также гнедая, вороная, реже — рыжая и чалая масти. Большой редкостью являются буланые и соловые орловские рысаки, однако встречаются и они. Ген крема пришёл в генофонд орловской рысистой породы через мать Полкана I, буланую кобылу.
Современный орловский рысак — гармонично сложенная упряжная лошадь, с небольшой, сухой головой, высоко поставленной шеей с лебединым изгибом, крепкой, мускулистой спиной и прочными ногами. Это красиво сложенные, гармоничные, достаточно темпераментные и добронравные лошади. У них гордая осанка, грациозные, нарядные высокие движения, пышные грива и хвост.
Выделяют три экстерьерных типа, выращиваемых в разных конных заводах:
- массивный («густой», напоминающий больше тяжеловоза)[9][11][12],
- сухой («призовой», лёгкий)[9][11][12],
- промежуточный («средний»)[11][12].

Ареал разведения орловских рысаков достаточно широкий; в дореволюционной России и бывшем СССР их можно было увидеть практически повсеместно, кроме Крайнего Севера, южных пустынных и горных районов.

## История породы

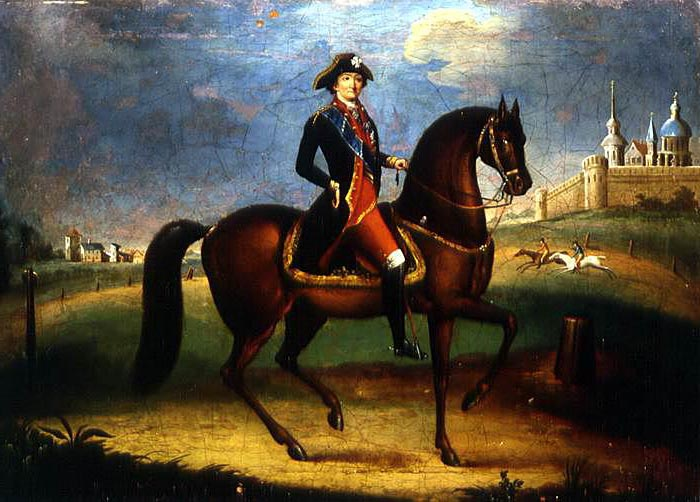
Граф Алексей Орлов-Чесменский на Свирепом (не ранее 1796)

### Ранний период
Орловский рысак получил своё название по фамилии своего создателя — графа Алексея Орлова-Чесменского (1737—1808). В 1775 году он вышел в отставку и посвятил себя племенной работе. Коневодством граф начал заниматься в 60-х годах XVIII века в своём подмосковном имении Остров. Но в полной мере недюжинный талант Орлова как зоотехника раскрылся позднее, когда Екатерина II после дворцового переворота 1762 года пожаловала ему в Воронежской губернии земли вместе с крепостными. Тогда он и приступил к реализации своей давней задумки соединить в одной лошади красоту, сухость и грацию арабских скакунов с массивностью, мощью и рысистыми способностями западноевропейских упряжных пород: датской, голландской, норфолкской, мекленбургской и т. д. Новую породу лошадей удалось получить путём сложновоспроизводительного скрещивания.
По велению императрицы в распоряжение графа Орлова доставили лучших жеребцов и маток из дворцовых конных заводов, а также 12 трофейных жеребцов и девять кобыл из Аравии и Турции — наследие победы в русско-турецкой войне 1774 года. Согласно разным источникам, граф вывез из Турции, Египта и Аравии 30 племенных жеребцов.

#### Основатель породы Сметанка

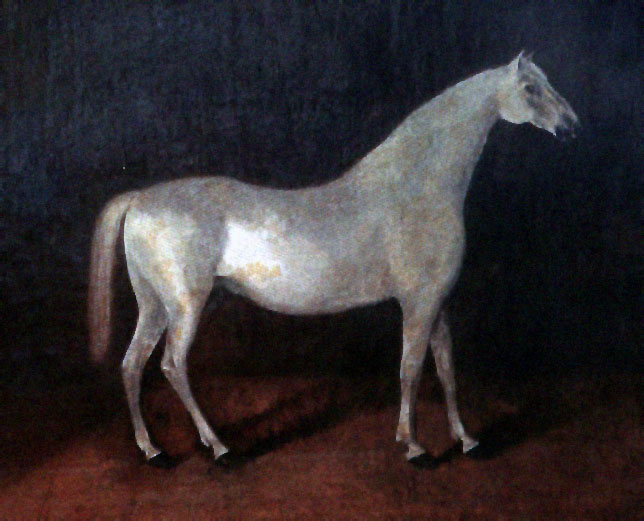
Арабский Сметанка. Картина крепостного художника конца XVIII века, предположительно Гавриила Васильева (Музей коневодства, Москва)

История создания орловского рысака началась в 1776 году, когда граф Орлов ввёз в Россию ценнейшего и очень красивого внешне арабского жеребца Сметанку. Он был приобретён за огромную сумму — 60 тысяч серебром у турецкого султана. В сопровождении конвоя, с охранной грамотой турецкого правительства Сметанку доставили в Россию через Турцию, Венгрию и Польшу. Неблизкий путь был очень долог — около двух лет (жеребца везли сушей). В Остров жеребец прибыл в 1776 году.
Сметанка был необычно крупным для своей породы и очень нарядным жеребцом с несколько удлинённой спиной (у него оказалось девятнадцать пар рёбер вместо обычных для лошади восемнадцати). Свою кличку получил за светло-серую масть, практически белую, как сметана. Превосходно двигался на всех аллюрах, в том числе и на рыси. Однако в России прожил недолго, меньше года. В 1777 году Сметанка пал, оставив четырёх сыновей и одну дочь, все 1778 года рождения (один из жеребцов, Полкан I, оказался самым ценным для создания рысистой породы). Существует несколько версий причин гибели знаменитого арабского жеребца. По одной из них, Сметанка пал жертвой грубости конюха, который слишком резко дёрнул его за повод у водопоя, от чего Сметанка поскользнулся и ударился головой о каменный сруб колодца. По другой версии, Сметанка не смог перенести тяжёлую дорогу и сырой российский климат. Третья предполагает, что жеребцу не подошли корма.

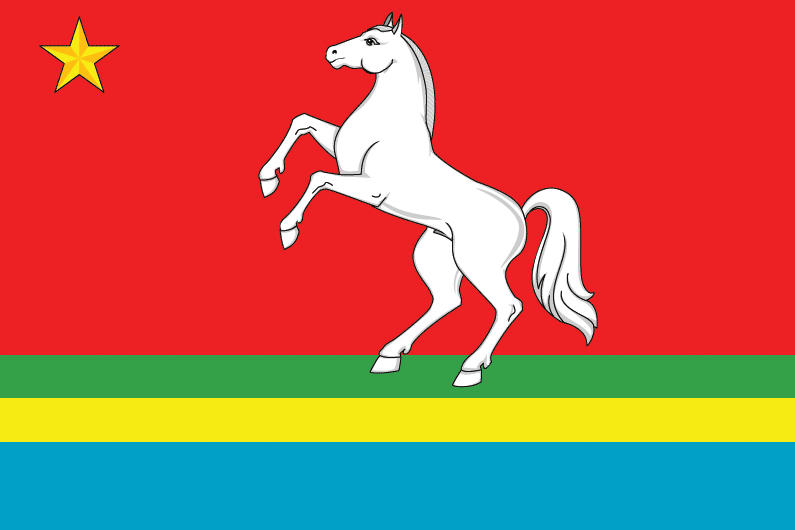
Арабский Сметанка на флаге Молоковского сельского поселения

В том же году скелет Сметанки был помещен в музей Островского завода. Случилось это на 12 лет раньше, чем в Англии начали сохранять скелеты знаменитых скакунов, первым из которых был скелет Эклипса, павшего в 1789 году. Известно, что в музее Хреновского конного завода скелет Сметанки находился вместе со скелетами других знаменитых лошадей, сохранявшимися начиная с 1650-х годов. По скелету удалось раскрыть загадку удлинённого корпуса Сметанки, который имел один лишний, 19-й, спинной позвонок и, соответственно с ним, добавочную пару рёбер. Впоследствии скелет Сметанки долгое время хранился в музее Хреновского конного завода и только позже был утерян.
После смерти Сметанки Орлов перевёл всех своих лошадей из подмосковного имения Остров в село Хреново́е Воронежской губернии. Здесь с 1778 года существовал основанный Орловым конный завод, где граф планировал начать работу по созданию новой породы.

#### Потомки Сметанки
По задумке графа Орлова, новая порода лошадей должна была обладать следующими качествами: быть крупной, нарядной, гармонично сложенной, удобной под седло, в упряжку и в плуг, одинаково хорошей на параде и в бою. Они должны были быть выносливы в суровом российском климате и выдерживать долгие российские расстояния и плохие дороги. Но главным требованием к этим лошадям была резвая, чёткая рысь, поскольку бегущая рысью лошадь долго не устаёт и мало трясёт экипаж. В те времена резвых на рыси лошадей было крайне мало и ценились они очень дорого. Отдельных пород, которые бегали бы устойчивой, лёгкой рысью, не существовало вовсе.
Ещё до появления Сметанки граф Орлов применял для получения новой породы скрещивание арабских жеребцов с крупными и массивными упряжными кобылами из Дании, Голландии и Англии. Однако все эти помеси были неудачны. Лишь дети Сметанки, рождённые после его смерти, а именно его лучший сын, жеребец серой масти Полкан I от датской кобылы буланой масти без клички, оказался подходящего экстерьера. Полкан был крупный, величавый на ходу, но несколько грубоватых форм жеребец, к тому же не обладавший устойчивым рысистым ходом. От него в 1784 году был получен жеребец серой масти Барс I.
Поскольку в Голландии среди фермерских лошадей встречались лошади на устойчивом рысистом ходу, Орлов принял решение завезти этих лошадей из голландской провинции Фрисландии. Потомки этих лошадей сохранились в Голландии до сих пор — это знаменитая на весь мир фризская порода. Кобыл из Фрисландии скрестили с арабскими и арабо-датскими жеребцами, в том числе и с Полканом I. Первые жеребята от этих скрещиваний родились в 1784 году. Среди них был и серый в яблоках жеребец Барс I, сын Полкана и голландской кобылы. Современники отмечали его большой рост, гармоничность сложения, лёгкость движения, большую силу, правильный ход и резвую рысь.
Барс I, названный так за крупные светлые яблоки на серой шерсти подобно шкуре барса, был очень близок к задуманному графом образцу. В возрасте семи лет его поставили в завод производителем, где за 17 лет он дал большое потомство, и его дети и внуки по своим внешним и внутренним качествам значительно превосходили всех остальных лошадей. Через несколько поколений в Хреновом не было ни одной лошади, не являвшейся прямым потомком Барса I, или, как впоследствии его начали называть, «Барса-родоначальника». Несколько лет граф сам разъезжал на Барсе по Москве, испытывая его беговые качества.
Барс I был признан родоначальником орловской рысистой породы. Для улучшения хода, выработки резвости среди рысаков всегда проводили соревнования, или испытания, как говорят конники. Среди многочисленного потомства Барса I самыми ценными оказались два жеребца: вороной Любезный I (Барс I — гнедая без клички из Мекленбурга) и серый Лебедь I (Барс I — Невинная). Все современные орловские рысаки по мужской линии восходят именно к этим двум сыновьям Барса I.
После смерти Орлова в 1808 году Хреновской завод, где стояли ценнейшие потомки Сметанки и Барса I, перешёл по наследству к его дочери, Анне Алексеевне, а управляющим в нём в 1811 году был поставлен тогда ещё крепостной В. И. Шишкин. Будучи талантливым коннозаводчиком от рождения и наблюдая приёмы тренинга у Орлова, Шишкин с успехом продолжил начатое своим господином дело создания новой породы, которая теперь требовала закрепления необходимых качеств — красоты форм, лёгкости и изящества движений и резвой, устойчивой рыси. Именно при Шишкине было широко использовано близкородственное скрещивание для закрепления необходимых качеств, а также учёт качества потомства каждого жеребца и кобылы. Благодаря таланту Шишкина как селекционера хреновские лошади приобрели прекрасные формы, иногда при этом теряя массивность и способность к резвой рыси.
В 1812 году завод посетил Александр I. Во время этого визита 500 лошадей, словно приветствуя императора, встали на дыбы и оглушительно заржали благодаря выработанному Шишкиным условному рефлексу. Царь был доволен приёмом, подарил Шишкину бриллиантовый перстень и попросил дочь графа Анну Орлову дать Василию Ивановичу вольную.
Все лошади как при Орлове, так и при Шишкине, проходили испытания на резвость, когда лошадей с трёх лет гоняли рысью на 18 вёрст по маршруту Остров—Москва. Летом лошади в русской упряжи с дугой бежали в дрожках, зимой — в санях.

### Испытания орловского рысака

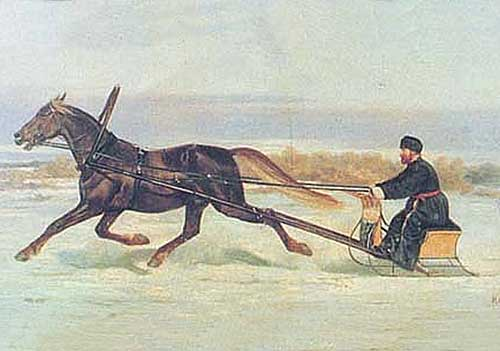
Орловский рысак Сокол на езде. Картина Н. Сверчкова

Алексей Орлов первым начал испытывать лошадей на резвость и отбирать для заводского использования наиболее резвых и выносливых на рыси. Система испытаний и тренировок рысаков включала бега на короткие и длинные (до 20—22 км) дистанции. Кобылы в тренинге находились с 3 до 6—7 лет, жеребцы бегали с 3 до 7—8 лет, а иногда и старше.
Граф Орлов завёл знаменитые в то время «Московские бега», быстро ставшие большим развлечением для москвичей. Летом Московские бега проводились на Донском поле, зимой — на льду Москвы-реки. Лошади должны были бежать чёткой уверенной рысью, переход на галоп (сбой) осмеивался и освистывался публикой. Орлов приглашал к состязаниям людей любых сословий на любой лошади, но неизменно его лошади одерживали верх. Вскоре вслед за Москвой бега стал проводить и Санкт-Петербург — зимой по льду Невы. С началом войны 1812 года бега были прекращены и возобновились только в 1834 году вместе с открытием первого в Европе бегового ипподрома и организацией Московского бегового общества. К этому времени термин «рысак» стал неотъемлемой частью названия породы.

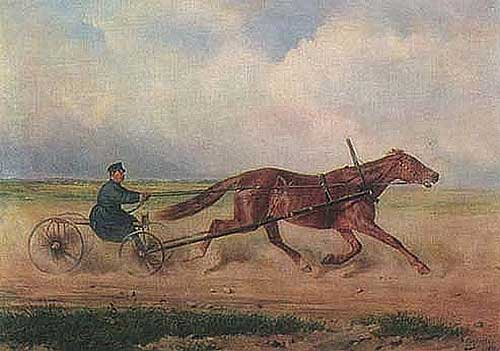
Рысистая кобыла Краса на бегу в дрожках. Картина Н. Сверчкова (1870)

В 1836 году гнедой жеребец Бычок (Молодой Атласный — Домашняя), рождённый на конезаводе Шишкина, пробежал на Московском ипподроме дистанцию в 3 версты (или 3200 м) за 5 минут 45 секунд, что по тем временам было мировым рекордом. Сразу после этого бега Бычок был куплен коннозаводчиком Д. П. Голохвастовым за огромную сумму — 36 тысяч рублей.
В первые десятилетия после создания бегового общества и ипподрома орловских рысаков испытывали в русской упряжи с дугой, запрягая в четырёхколёсные дрожки летом и в сани зимой. Лошади бежали поодиночке, не по кругу, а по прямым, в конце каждой прямой обегали столб и поворачивали в обратную сторону. Такая система испытаний имела явные недостатки, связанные с потерей времени, но долгое время считалась единственно правильной. Все дистанции были длинными — от 3 до 5 вёрст и длиннее.

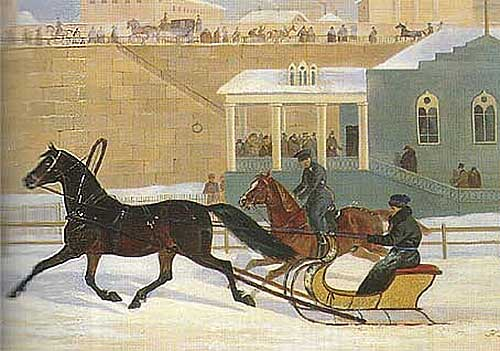
Лошадь в беговых санях с седоком. Картина Н. Сверчкова

Практически никаких защитных приспособлений на ноги лошадям не надевалось, несмотря на то, что покрытие дорожки было очень жёстким — бетон и небольшой слой песка сверху. Многие лошади, проходя испытания в таких условиях, калечили себе ноги и копыта, а те, что бежали успешно, показывали заведомо худшие результаты. Такими же неудовлетворительными в общей массе были разведение и тренинг орловских рысаков. Многие коннозаводчики не имели ни малейшего понятия о правилах разведения и тренинге рысаков, но, считая себя специалистами, использовали собственные «технологии», зачастую только калечившие лошадь. Лошадей проигрывали в карты, продавали за границу десятками голов, чтобы раздать долги, играли на спор. Конюхи и наездники на ипподромах были в недавнем прошлом обычными кучерами, среди которых мало было талантливых, понимающих лошадь мастеров. Лошадь за любую провинность могли избить; тренинг был также по «собственным» технологиям, от чего приходилось отправлять обратно в завод лошадей, покалеченных не только физически, но и психически, негодных не только к ипподромным испытаниям, но даже к простому хождению в упряжи.
Тем не менее, рекорды орловских рысаков росли. Орловец Свет выиграл в возрасте 10 лет престижный Императорский приз в Москве. В 1867 году жеребец Потешный (Полканчик — Плотная) в дрожках на 3 версты показал время 5 минут 8,0 секунды. На следующий год он же улучшил это время до 5.00,0. В этих условиях показателен один случай с орловским жеребцом Пройдой. Этот жеребец возил своего хозяина, был коренником тройки и никогда не бывал в ипподромном тренинге. Однажды его хозяин, В. К. фон Мекк, поспорил со своим приятелем, что Пройда выиграет приз на ипподроме. Жеребца привезли на ипподром, и буквально на следующий день он стартовал в очень престижном призе — Колюбакинском. Пройда не только выиграл приз, но и показал время, близкое к рекорду Потешного — 5 минут 1 секунда.

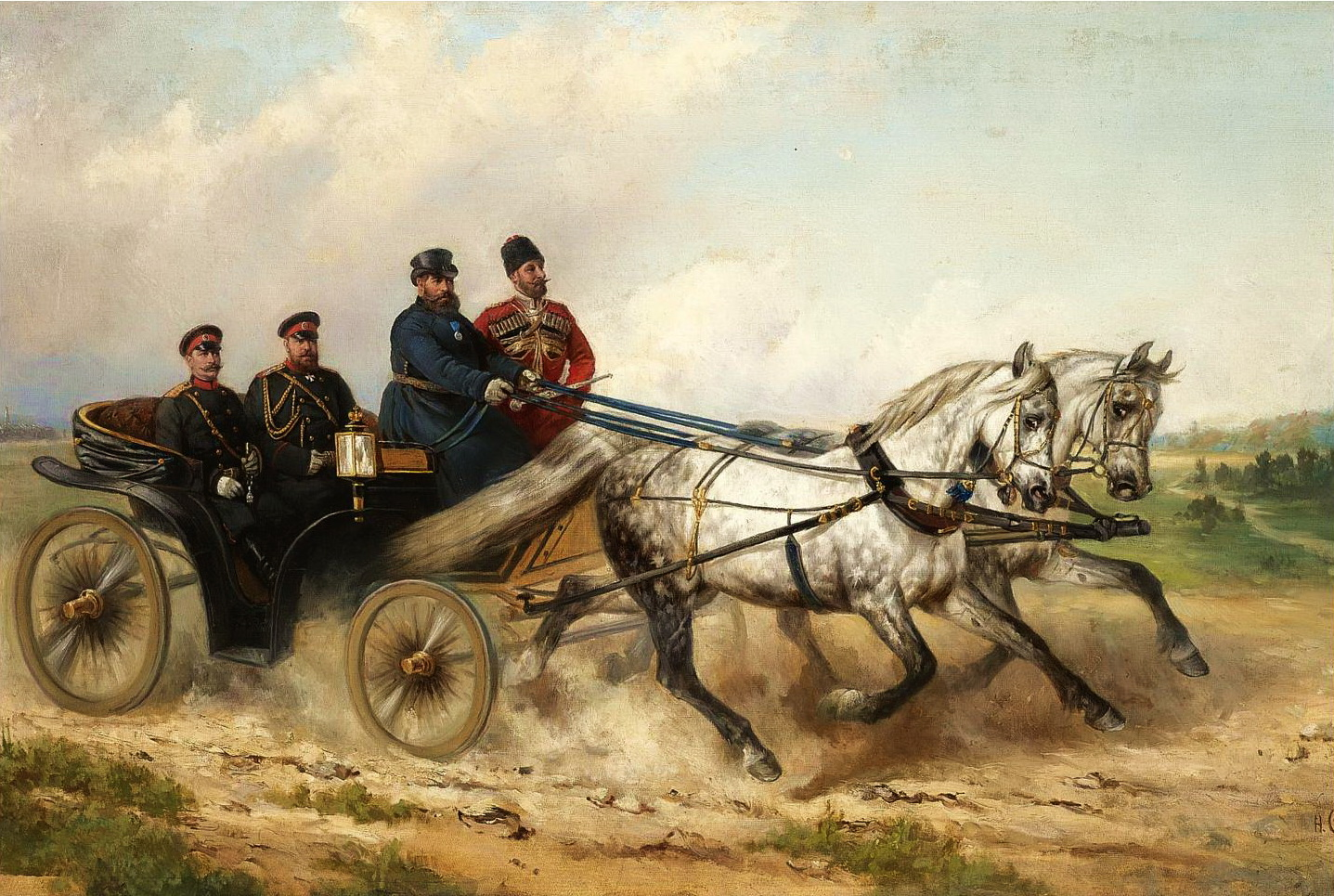
Царь Александр III в открытом ландо. Картина Н. Сверчкова

После такого феноменального бега Пройда был замечен и использован как производитель. Линия Пройды через его лучшего сына Варвара Железного, сохранилась до настоящего времени.
Подобных случаев в то время было немало. Потенциал породы был огромен, лошади продолжали улучшать свою резвость.
Орловская порода, разводившаяся с 1830-х годов в других конных заводах, к середине столетия распространилась во многих районах России. Благодаря орловским рысакам, в России, а затем в Европе, куда их активно вывозили с 1850-х — 1860-х годов, зародился рысистый спорт. В 1869 году в 1609 конных заводах разводили 5321 чистопородного орловского производителя и 52 700 маток. До 1870-х годов орловские рысаки были лучшими среди легкоупряжных пород, широко использовались для улучшения конского поголовья России и импортировались в страны Западной Европы и США.
Порода сочетала в себе качества крупной, красивой, выносливой легкоупряжной лошади, способной на устойчивой рыси везти тяжёлую повозку, легко переносить во время работы жару и холод. В народе орловский рысак удостоился характеристик «и в подводу, и под воеводу» и «пахать и щеголять». Орловские рысаки стали фаворитами международных состязаний и Всемирных конских выставок.
В XIX и начале XX веков популярность орловских рысаков в России была чрезвычайная, чему способствовали отличные акклиматизационные способности этой породы, сравнительная нетребовательность в разведении, универсальность, качества превосходной упряжной и разгонной лошади. В Москве в начале XX века было более 200 извозчиков, поэтому лошадей орловской породы преимущественно использовали в качестве рабочих и разъездных, да ещё для улучшения крестьянских лошадей в глубинке. В бегах же участвовала лишь малая их часть.
Вокруг выдающихся рысаков всегда бурлили страсти. Орловец Крепыш, названный в начале XX века «лошадью столетия», был долго непревзойдённым в резвости. И его неожиданный проигрыш заморскому гостю Дженераль-Эйчу в Интернациональном призе переживался как национальная трагедия.

### «Американизация» рысаков

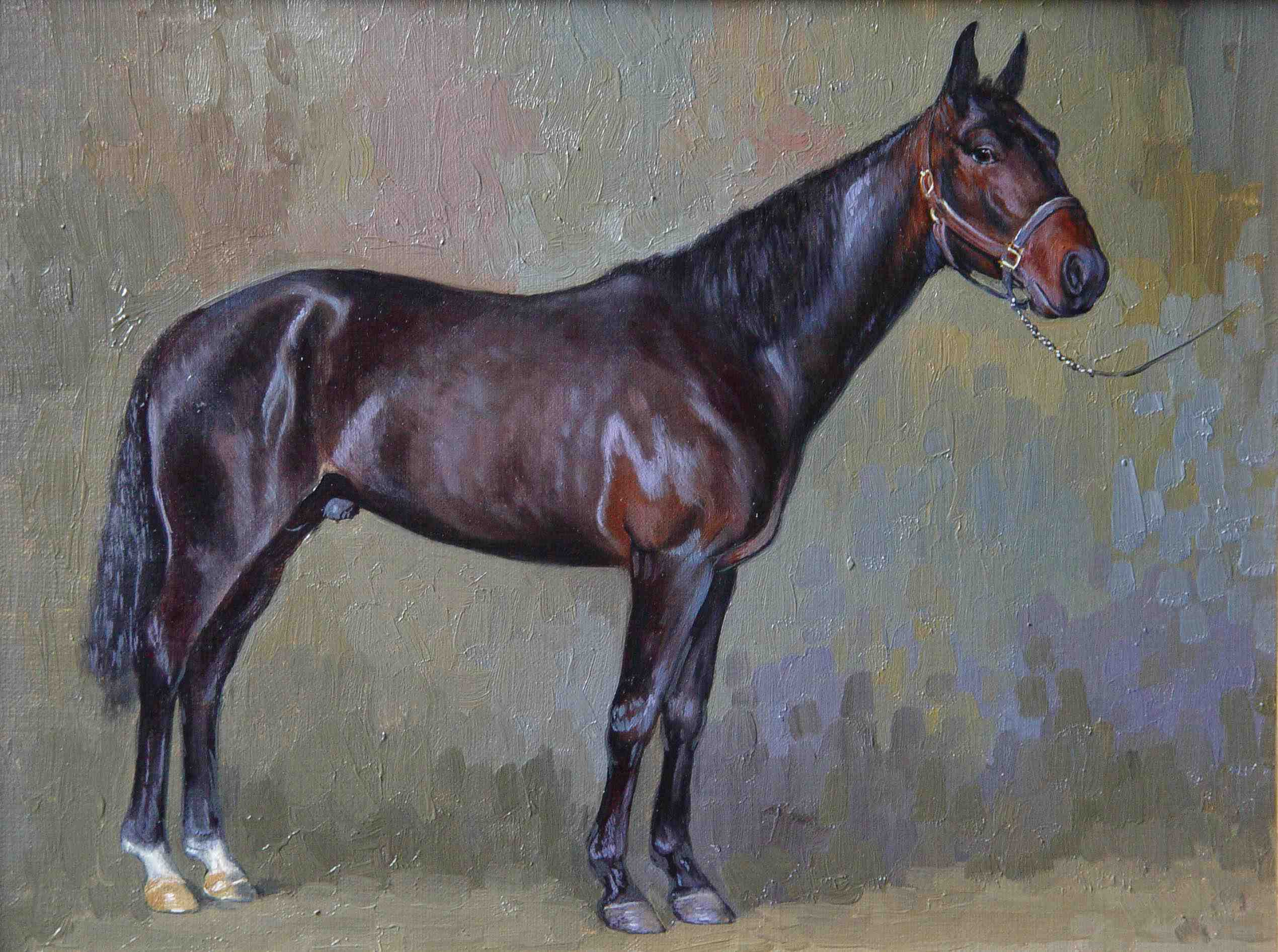
Художник Кожин С. Л. «Стандартбред»

В конце XIX века в Россию были впервые привезены американские рысаки — лошади стандартбредной породы. В соревнованиях с ними орловские рысаки потерпели первые поражения. Некрасивые и негармоничные, селекционированные в направлении узкой специализации — стандарту резвости и воспитанные точным и проверенным американским тренингом, «американцы» легко обыгрывали крупных и нарядных, но в большей степени «измученных» бессистемным разведением и неправильным тренингом орловцев. Вместе с лошадьми американские коннозаводчики привезли и свои знания по тренингу и испытаниям рысаков.

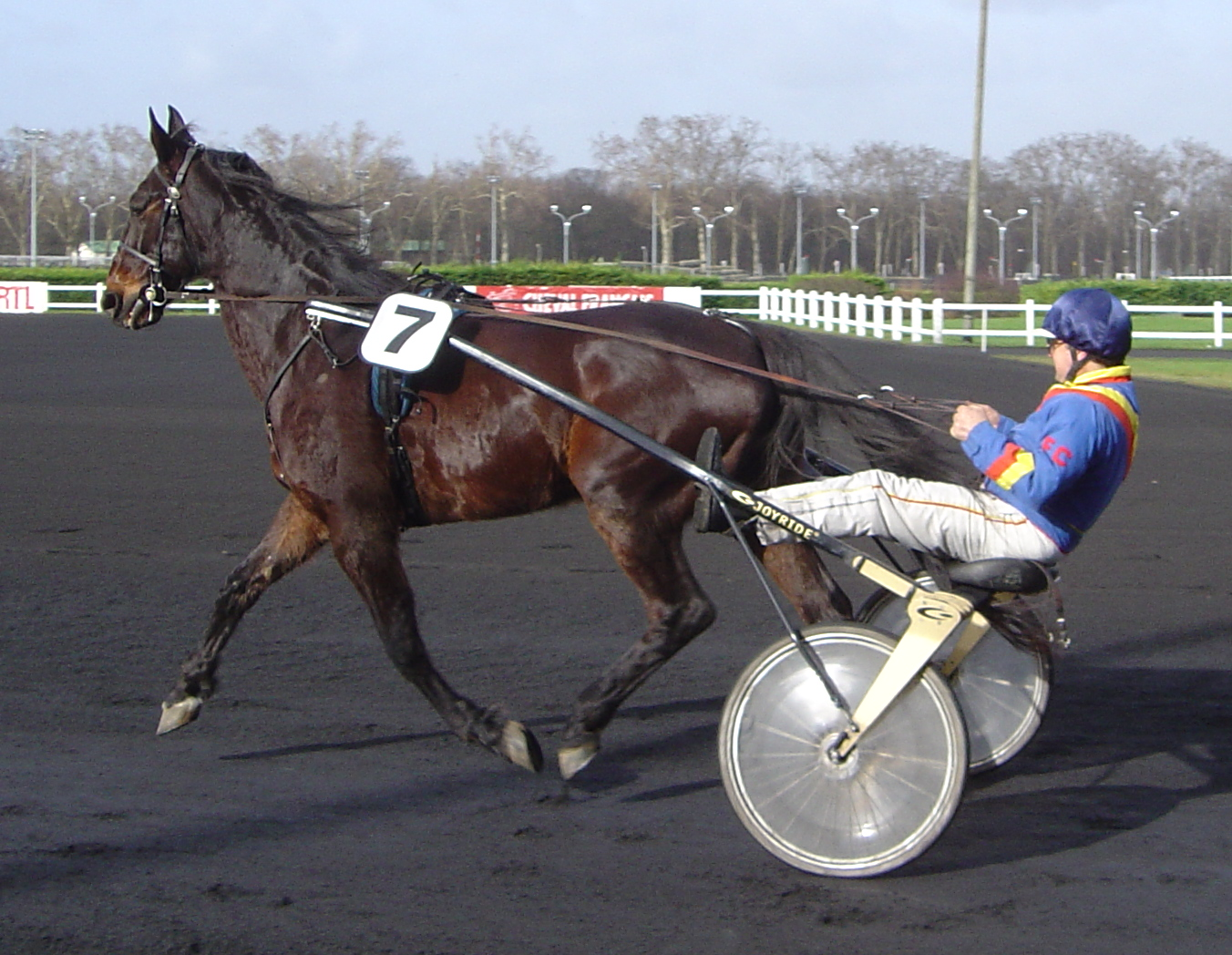
Качалка (двухколёсная «американка») на ипподроме в Венсене (Франция)

В России началась массовая «американизация» бегов. Дистанция в 3 версты потеряла свою ценность. Классической стала дистанция в 1 милю (1609 м), в России эту дистанцию перевели в более привычные 1600 метров. Вместо громоздких, тяжёлых дрожек рысаков стали запрягать в лёгкие двухколёсные «американки», в советские времена получившие название «качалка» (в Европе и США называемые «сулки», англ. sulky). Стали применяться всевозможные средства защиты лошадей от травм — наколенники, ногавки и др. Американские наездники стали обучать русских наездников наработанным в США технологиям, хотя немногие из них соглашались обучаться, считая себя вполне образованными и знающими.
Разница в резвости американского рысака и орловского была очень велика. В 1903 году рекорд американских рысаков на 1 милю принадлежал мерину Улану — 1 минута 58 секунд. Среди орловских рысаков рекорд на эту дистанцию был у серого Питомца (Приветный — Жар-Птица) — 2 минуты 14,2 секунды.
Многие российские коннозаводчики бросили орловскую породу и начали разводить американо-орловских помесей, которые в целом оказались резвее орловских рысаков, но хуже американских. Большинство лучших орловских кобыл были скрещены с американскими жеребцами сомнительного качества и потому, из-за бытовавших в те времена заблуждений по поводу телегонии, считались безвозвратно потерянными для орловской породы как матки. Любители лошадей разделились на два непримиримых, открыто враждовавших между собой лагеря: так называемых «чистопородников», придерживавшихся разведения орловского рысака в чистоте, и «метизаторов», убеждённых в полном скрещивании и слиянии орловской породы с американской.

### Возрождение породы

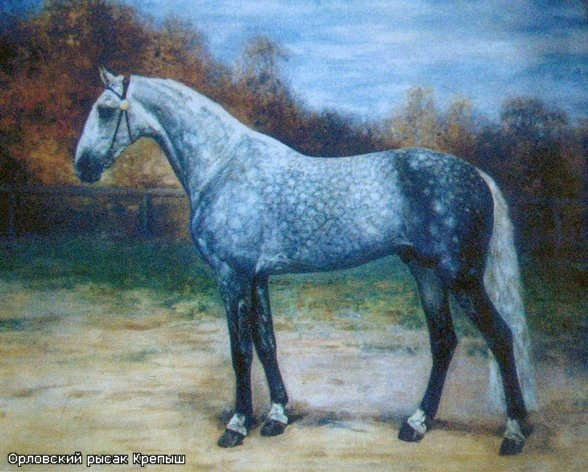
Орловский рысак Крепыш. Художник С. С. Ворошилов

Долгое время явный перевес сил был на стороне «метизаторов» — помесные рысаки начали обыгрывать лучших орловских рысаков, тон задавали и американские наездники, расхваливающие метисов со страниц всех газет и журналов, посвящённых беговому спорту. Однако в 1908 году на ипподроме в Москве орловец по кличке Крепыш (Громадный — Кокетка 1904) неожиданно выиграл приз на дистанции 1600 м с результатом 2 минуты 18,3 секунды. Показанное Крепышом время было очень высокой резвостью для четырёхлетнего рысака, даже для метиса, поскольку тогдашний рекорд для четырёхлетних орловцев равнялся 2 минутам 17 секундам. Вскоре Крепыш с лёгкостью превзошёл это время, показав 2 минуты 14,3 секунды.
Это был первый, но далеко не последний и не самый громкий рекорд в жизни этого выдающегося жеребца, после которого о Крепыше заговорили даже люди, далёкие от рысистых бегов. Имя Крепыша не сходило со страниц газет, его тренировки и выступления подробным образом обсуждались. Крепыш был объявлен «Лошадью столетия» после того, как в возрасте шести лет он пробежал 1600 м с новым рекордом России — 2 минуты 8,5 секунды. Ни один метис, и тем более ни один орловец, не был способен на такое время.
В ответ из США в Россию привезли двух мировых рекордистов — кобылу Лу Диллон и мерина Улана. Их владелец Биллингс вежливо отклонил предложение владельца Крепыша М. М. Шапшала устроить очное соревнование между Крепышом и двумя рекордистами и даже не позволил своим лошадям бежать тренировку, боясь, что Крепыш пробежит резвее.
Американцы привезли против Крепыша высококлассного рысака Боба Дугласа, имевшего у себя на родине по идеальной дорожке 2 минуты 4 секунды, но в России этот рысак проиграл Крепышу во всех очных встречах. Спустя несколько месяцев после первого рекорда, в мае 1910 года, Крепыш установил ещё один абсолютный рекорд, на дистанции 3200 м, — 4 минуты 25,7 секунды.
Однако наступил день, когда «Серый Великан», как называли Крепыша восхищённые зрители, проиграл американскому рысаку по кличке Дженераль-Эйч. Считалось, что этот проигрыш был подстроен американцами. С этого момента у Крепыша больше не было громких побед и поразительных рекордов, и вскоре он был вынужден завершить свою карьеру.
Беговая карьера Крепыша, феномена своего времени, доказала в очередной раз наличие огромного резвостного потенциала у орловского рысака. Всего за карьеру Крепыш установил 13 рекордов, стартовал 79 раз и 55 раз был первым. От Крепыша было получено мало потомков, поскольку «Лошадь столетия» пала в возрасте 13 лет в разгар гражданской войны. Линия Крепыша до наших дней не сохранилась. В царское время из всех рекордов Крепыша был побит только один: гнедая метиска по кличке Прости пробежала 1600 м за 2 минуты 8 секунд. Все остальные рекорды долгое время оставались непокорёнными.
В 1910 году на российских конных заводах находилось 10 тысяч производителей и 100 тысяч маток орловской породы.

### Советский период

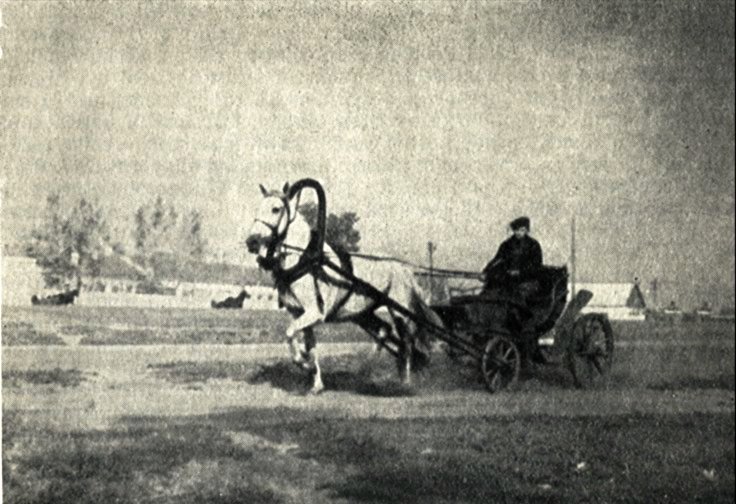
Использование орловских рысаков в советских колхозах (фото 1930-х годов)

#### 1920-е — 1930-е годы
В ходе гражданской войны поголовье орловских рысаков значительно уменьшилось. Однако в советское время разведение, испытания и тренинг орловских рысаков стали, наконец, систематическими и продуманными. С 1920-х годов лошадей этой породы начали разводить и совершенствовать только чистопородным методом. Рекорды орловских рысаков снова стали расти, а поголовье увеличиваться. И всё же рекорды Крепыша держались ещё долгое время.
Лишь в 1933 году серый жеребец Улов (Ловчий — Удачная 1928) первым показал резвость выше, чем у «Лошади столетия» — 2 минуты 7,5 секунды на 1600 м. В 1934 году Улов установил новые рекорды на 1600 м — 2 минуты 2,2 секунды и на 3200 м — 4 минуты 20,6 секунды. Оба рекорда были на тот момент одновременно и европейскими.
В 1938 году жеребец Пилот (Гиацинт — Пеночка 1932) повторил время Улова на дистанции 1600 м — 2.02,2. В 1939 году из 14 орловских рысаков, показавших резвость 2 минуты 10 секунд и быстрее на 1600 м, восемь лошадей были резвее Крепыша. В этом же году жеребец Вальс установил новый рекорд для четырёхлетних орловцев — 2 минуты 5,4 секунды. Вместе с увеличением резвости орловских рысаков повысился и средний рост в холке.

#### 1940-е — 1980-е годы
После Великой Отечественной войны рост рекордов орловской породы продолжился. Новый рекорд для четырёхлетних орловцев установил серый, очень нарядный жеребец Морской Прибой (Посол — Мурашка 1944), пробежав 1600 м за 2 минуты 4,5 секунды. Этот рекорд держался 38 лет.
Несколько улучшен был и абсолютный рекорд Улова на 3200 м. Жеребец Лерик (Конспект — Ледяная 1948) пробежал эту дистанцию за 4 минуты 20,3 секунды.
Особую славу среди орловских рысаков заслужил гнедой жеребец Квадрат (Пролив — Керамика 1946), признанный чемпионом породы по экстерьеру на Всесоюзной сельскохозяйственной выставке (ВСХВ). Обладая идеальным экстерьером, этот орловский рысак не показал выдающейся резвости (его личный рекорд равнялся 2.08,1 на 1600 м). Однако в четырёхлетнем возрасте он продемонстрировал исключительный бойцовский характер, благодаря которому сумел выиграть все главные призы для четырёхлетних рысаков, в том числе и в борьбе с лучшими метисами.
Квадрат отличался стремлением быть всегда первым, а, завершив свою карьеру, был отправлен производителем в завод. От него было получено более 600 потомков, причём не только от орловских кобыл, но и от других упряжных пород. Многие потомки Квадрата получили от отца такой же идеально красивый экстерьер и были проданы за рубеж — в Европу и Азию. В породе орловских рысаков Квадрат также оставил след: его линия является ныне одной из основных. Великие заслуги Квадрата были отмечены ещё при жизни установкой двух бронзовых памятников — одного на Всесоюзной выставке достижений народного хозяйства, другого — на территории Московского конного завода.
Самым знаменитым после Крепыша орловским рысаком стал феноменальный во всех отношениях жеребец Пион (Отклик — Приданница 1966). Этот серый в яблоках жеребец обладал не менее прекрасным экстерьером, чем Квадрат, он трижды признавался чемпионом породы на ВСХВ. На дорожке ипподрома Пион также заслужил славу феноменального рекордиста. Так, дистанцию 1600 м он прошёл с резвостью 2 минуты 0,1 секунды, побив рекорд Улова сразу на 2,1 секунды. Ещё более невероятное время Пион показал на дистанции 3200 м — 4 минуты 13,5 секунды. Хотя рекорд Пиона на 1600 м давно улучшен другими орловскими рысаками, рекорд на 3200 м сохраняется до сих пор. Даже среди русских и американских рысаков, рождённых в России, нашлось только два представителя, сумевших превзойти время Пиона на эту дистанцию.
Примечательный по красоте и резвости бег Пион демонстрировал и на зарубежных ипподромах Берлина и Хельсинки. Однако самую большую славу Пион завоевал не на ипподромной дорожке, а в заводе, будучи производителем. Ни один орловский рысак не дал столько резвых детей и внуков, сколько было получено от Пиона. Практически все рекорды для орловской породы перешли к потомкам Пиона.
Среди детей Пиона были такие резвые орловские рысаки, как Батожок (2.05,0), Капрал (2.05,0), Капрон (2.05,0), Заплот (2.04,7), Крап (2.04,7), Капот (2.04,0), Клапан (2.03,9), Флоп (2.03,9), Баффина (2.03,7), Капитан (2.03,6), Блокпост (2.03,4), Гвиана (2.03,2), Синап (2.02,5), Помпей (2.02,4), Фагот (2.02,3), Канитель (2.02,2), Проспект (2.01,6), Фант (2.00,9). Став в завод сами, они также оказались великолепными производителями в скрещивании с рысаками других линий. Благодаря этому, линия Пиона существенно увеличилась в размерах, средние результаты резвости орловской породы также резко возросли. В 1973 году в СССР было свыше 370 орловских рысаков с резвостью Крепыша (2 минуты 8,5 секунды).
Лучшими конными заводами орловских рысаков, кроме Хреновского, в советское время считались: Московский, Пермский, Новотомниковский (Тамбовской области), Тульский, Дубровский (Полтавской области).
Среди внуков Пиона особо стоит отметить жеребцов Кипра (Помпей — Крутизна 1982) и Ковбоя (Блокпост — Крутизна 1984). Будучи родными братьями по матери и двоюродными по отцу, эти два жеребца снова напомнили о том огромном потенциале, который содержится в орловской породе и до сих пор полностью не раскрыт.
В своей массе орловские рысаки продолжали значительно уступать по резвости американским рысакам. В то время как рекорд Пиона на 1600 м был равен 2.00,1, рекорд американских рысаков на эту же дистанцию составлял 1.53. Русские рысаки, потомки тех метисов, которые бегали в царское время, пусть незначительно, но также превосходили орловскую породу по резвости. Если в 1930-е — 1950-е годы многие выдающиеся орловцы, такие как Морской Прибой, Квадрат, Былая Мечта, Кавычка, могли побеждать русских рысаков даже в самых крупных призах, включая «Всесоюзное Дерби», то начиная с 1960-х годов таких знаменитых орловцев становилось всё меньше.
Превосходство русских рысаков усиливалось вследствие того, что их снова начали улучшать скрещиванием с ценными американскими производителями — Лоу Гановером, Сентениалом Уэйем, Миксом Гановером и другими. Особо выдающимся производителем в русской породе был американский жеребец Реприз (Нобл Виктори — Флоридейт), проданный в СССР за 1 520 000 долларов и ставший своеобразным «Пионом» в русской породе. Огромное количество детей Реприза показало резвость 2.05 и быстрее. Его лучший сын Сорренто в Европе обыгрывал самых резвых европейских рысаков.
В таких условиях орловские рысаки не могли бороться на равных с «улучшенными» русскими рысаками за самые главные призы. Тем не менее, в орловской породе имелись лошади, составившие конкуренцию американским и русским рысакам, рождённым в СССР и России. Первым таким чемпионом стал гнедой Кипр. За свою беговую карьеру этот жеребец установил 14 рекордов различного ранга, главным из которых был рекорд для четырёхлетних орловских рысаков — 2.03,4. С этой резвостью Кипр победил всех лучших русских рысаков во «Всесоюзном Дерби» 1986 года. Некоторые рекорды Кипра были позднее побиты, некоторые сохранились.

### Новый российский период

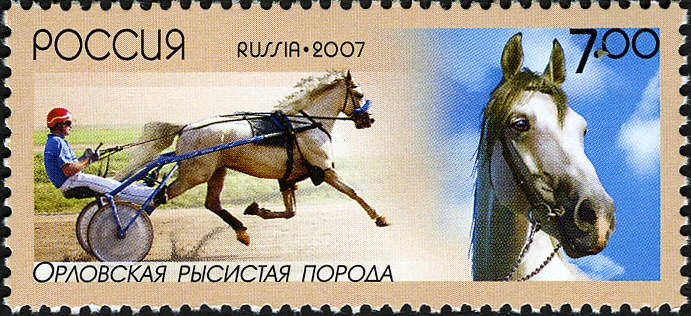
Орловский рысак Канюк (Ковбой — Камея), победитель приза «Барса», многократный победитель выводок и коренник одной из лучших российских троек на марке России (2007)

Брат Кипра, рыжий Ковбой, установил 11 рекордов, главный среди которых — абсолютный рекорд для рысаков всех пород, рождённых в России. В августе 1991 года на Раменском республиканском ипподроме восьмилетний Ковбой принял старт с лучшими детьми Реприза (после Сорренто) — гнедым Ромбом (Реприз — Ольта) и серым Реалом (Реприз — Ямайка). Бег получился очень резвым. Орловский рысак Ковбой финишировал первым, показав 1 минуту 57,2 секунды. Это время стало новым абсолютным рекордом, который держится до сих пор.
Встав в завод, оба жеребца оказались отличными производителями. Дети Ковбоя дважды улучшали рекорд для двухлетних рысаков. Сначала светло-серый Кекс (Ковбой — Кичка 1995) показал 2.13,0, а затем рыже-чалый, похожий на своего отца, Банкет (Ковбой — Бавария 2001) превзошёл это время — 2.11,3. Лучшими сыновьями Ковбоя были серый Дробовик (Ковбой — Дрофа 1997), рекордист Уральского региона и пятикратный чемпион породы, и светло-серый Канюк (Ковбой — Камея 2001), победитель «Приза Барса», проданный впоследствии на аукционе за высокую для орловского рысака сумму — 17 тысяч долларов. Лучшими детьми Кипра, безусловно, признаются гнедая Мозаика (Кипр — Мандолина 1999), установившая рекорд для трёхлетних орловских кобыл — 2.07,7 и очень красивый вороной жеребец Дротик (Кипр — Дрофа 1998), родной брат Дробовика по матери. Дротик побил рекорд собственного отца, показав в четырёхлетнем возрасте 2.02,6.
В истории орловской породы существуют два рысака, сумевшие преодолеть рубеж в 2 минуты на дистанции 1600 м. Первым из них был серый жеребец Иппик (Персид — Ифигения 1980), по материнским линиям восходящий к самому Крепышу. В забегах на 1600 м он показал 1 минуту 59,7 секунды, а затем на дистанции 2400 м стал абсолютно лучшим среди всех рысаков, рождённых в СССР и России, с резвостью 3 минуты 2,5 секунды. Последний результат до сих пор превзойдён лишь одной рождённой в России лошадью. Среди немногочисленных детей Иппика особо выделяется светло-серый Колорит (Иппик — Купавка 1990), единственный на сегодняшний день трёхкратный победитель «Приза Пиона» на Московском ипподроме, чемпион породы, чемпион Всероссийской конской выставки «Эквирос»-2001.
Ещё один, безупречного экстерьера, серый жеребец Мазок (Запас — Модница 1983) имел рекордную резвость — 1 минута 58,4 секунды. Однако он оказался не очень хорошим производителем, и жеребцов—потомков Мазка на сегодняшний день практически не осталось.

### Кризис и спасение породы
На начало 1985 года поголовье чистопородных орловских рысаков в бывшем СССР равнялось 54 813 головам. Однако в 1990-е годы начался резкий спад поголовья орловских рысаков вследствие общего ухудшения экономического состояния в России. К 1997 году количество орловских кобыл достигло критической отметки в 800 голов (тогда как для нормального развития конской породы нужно не менее 1000 кобыл).
Многие конные заводы были разорены настолько, что лошади в них умирали от голода или всем поголовьем отвозились на бойню. Появившиеся после распада СССР частники не желали разводить национальную породу России, предпочитая ей более экономически выгодного американского или русского рысака. Призовые суммы в заездах для орловских рысаков даже на Московском ипподроме были крайне малы, не говоря уже о провинции. За спасение орловского рысака взялись специалисты и любители из разных регионов России, включая Ассоциацию рысистого коневодства «Содружество», в которую входят любители и специалисты по лошадям рысистых пород нескольких стран СНГ. Именно при помощи «Содружества» был налажен контакт с Французской рысистой ассоциацией, делегаты которой в 1997 году посетили крупнейшие конные заводы, разводящие орловского рысака. После этого в 1998 году было подписано Соглашение о проведении «Дней России» на французском ипподроме Венсен (фр. Vincennes) с обязательным участием в этом мероприятии орловского рысака и «Дней Франции» в России, спонсорами которых являлась Французская рысистая ассоциация.
В 1999 году на Московском ипподроме состоялись первые «Дни Франции», программа которых включала заезды для трёхлетних орловских рысаков («Приз Парижа»), четырёхлетних орловских рысаков (приз в честь Французской рысистой ассоциации), а также для орловцев старшего возраста на дистанцию 2400 м («Приз Франции») и заезд для русских троек («Приз Венсеннского ипподрома»). «Дни России» во Франции были впервые проведены в 2000 году на Венсеннском ипподроме близ Парижа, в рамках которых были организованы чемпионат наездников из России и Франции, заезд на орловских рысаках (победителем стал наездник из России В. Танишин на сером жеребце Лабинске) и показательное выступление троек. В последующие годы программа «Дней России» расширилась до двух заездов на орловских рысаках.

Рысистые бега на качалках на ипподроме в Венсене (Франция), где в 2000 году успешно соревновались орловские рысаки
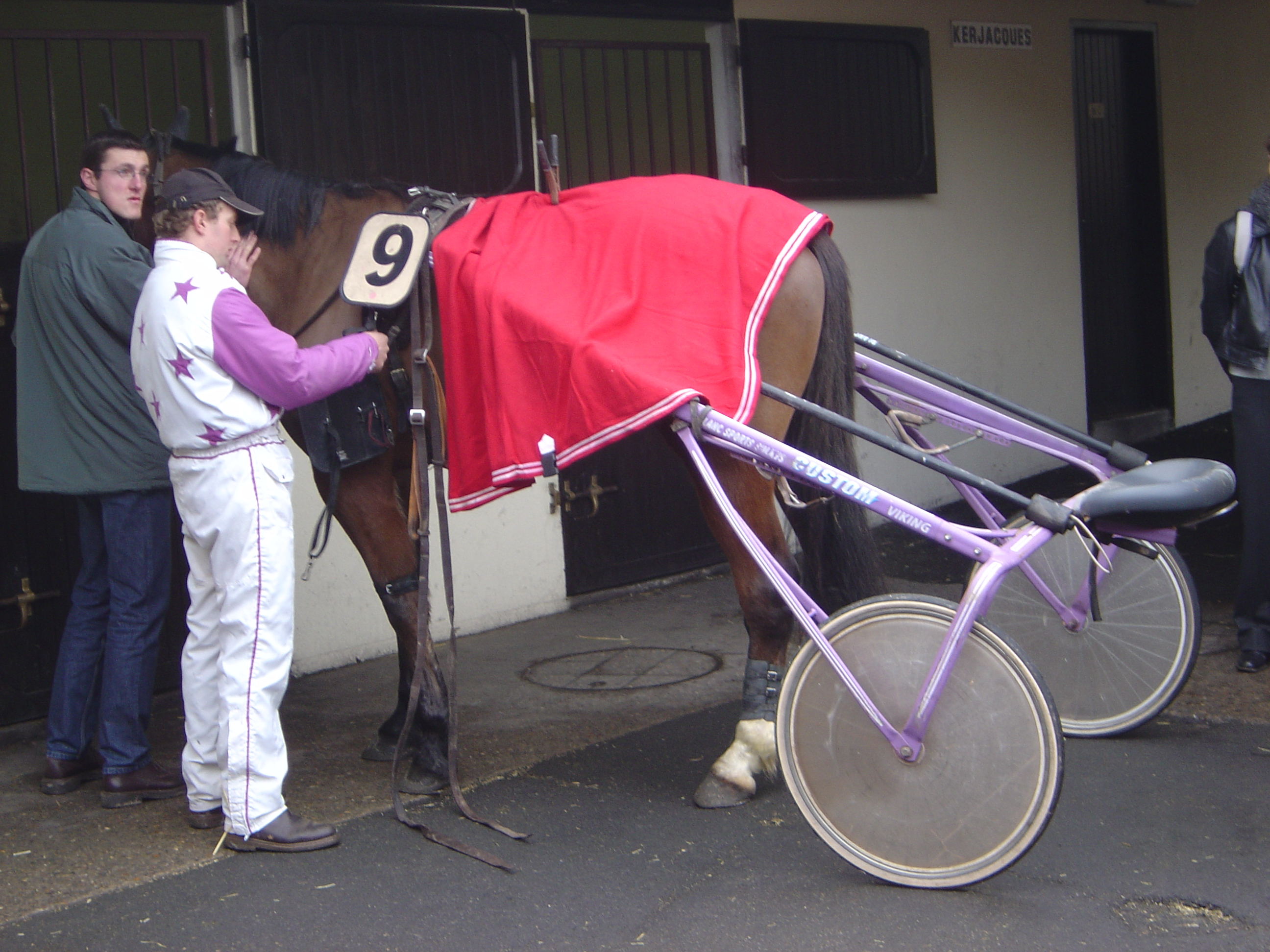
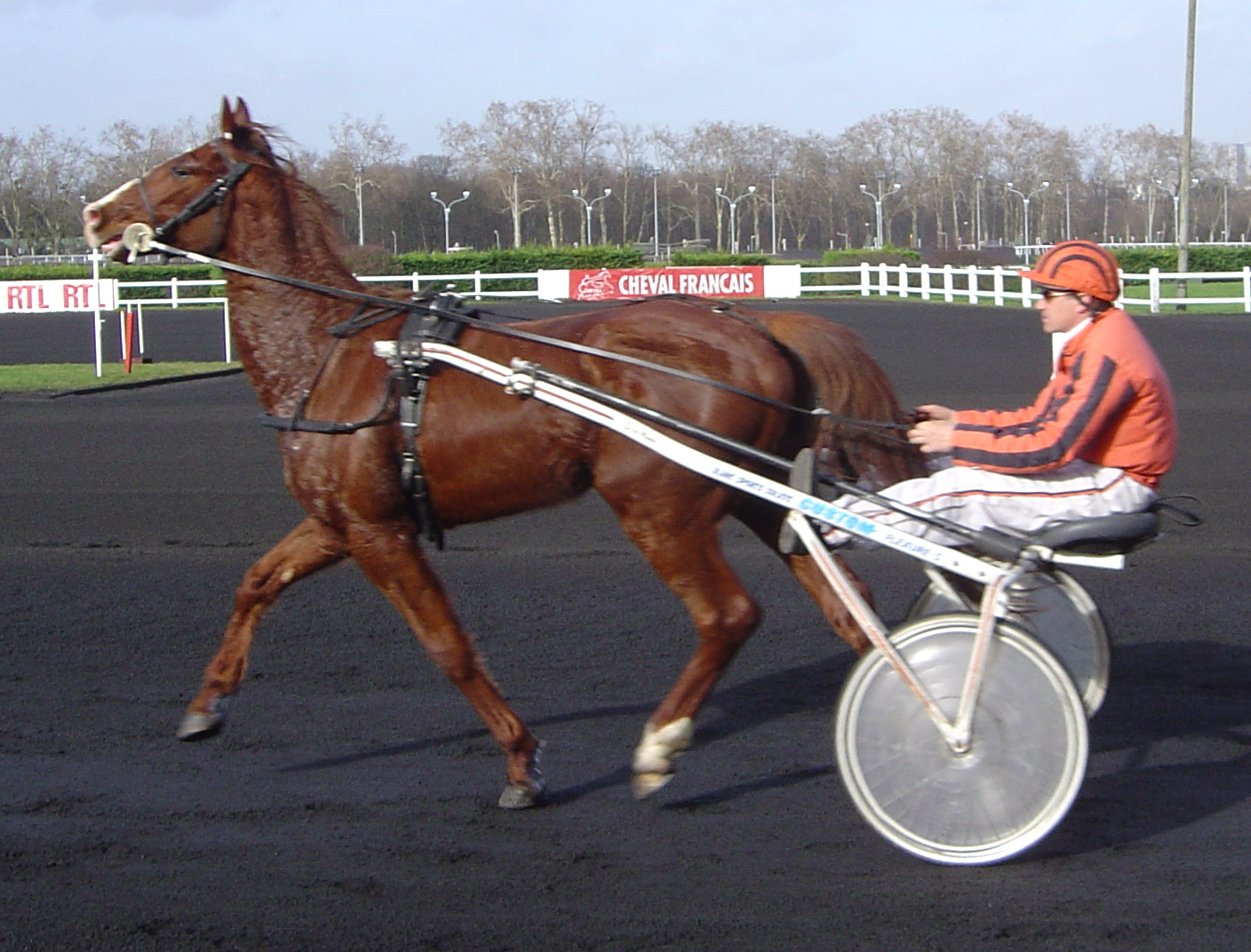
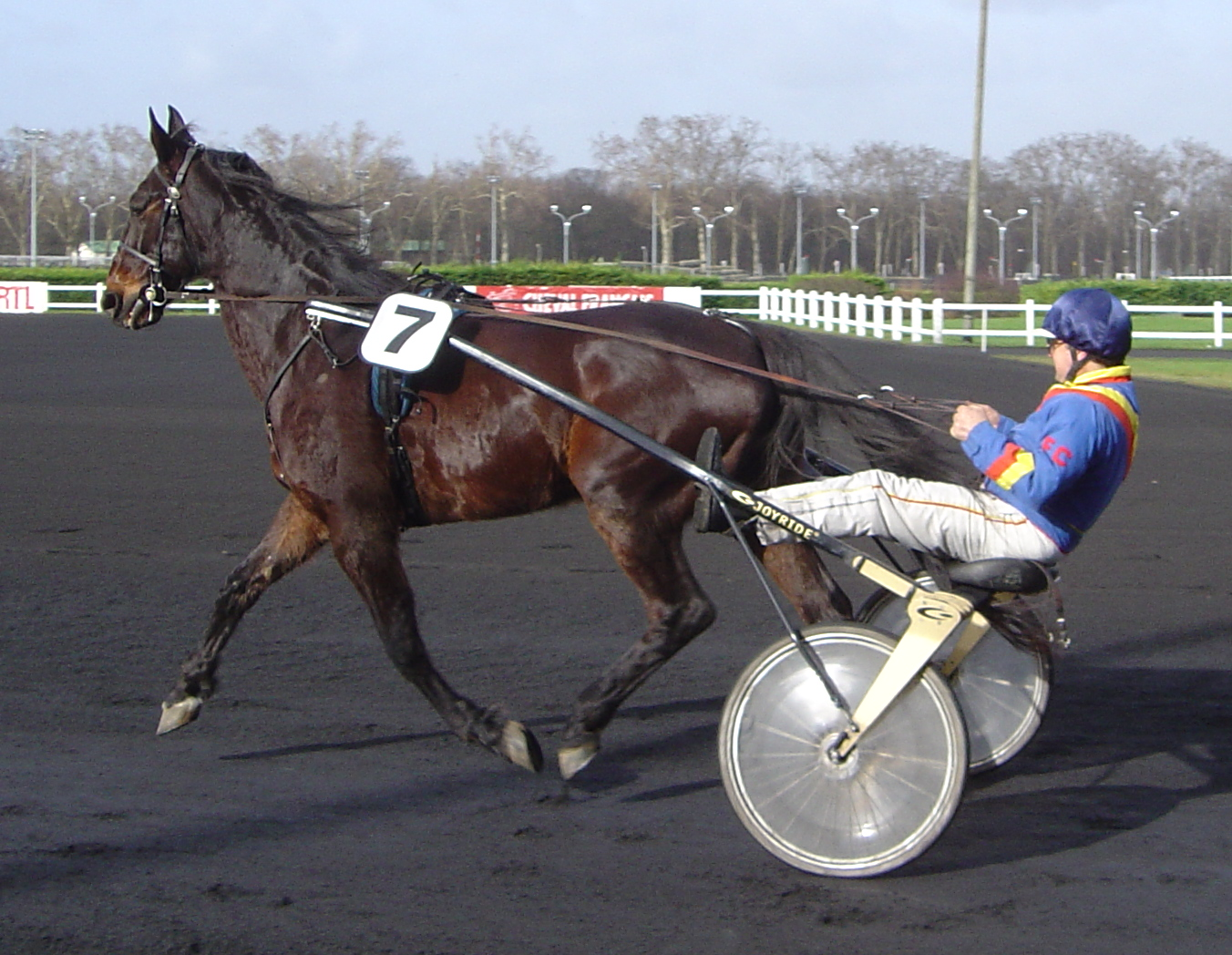

Наряду с популяризацией орловского рысака в России и за её пределами, принимаются меры по восстановлению численности этой породы. Так, на Московском ипподроме ввели обязательную доплату к призовым суммам во всех орловских заездах, а затем увеличили поголовье испытываемых на ипподроме орловских рысаков по всем возрастным категориям. Подобные меры были предприняты и на Раменском ипподроме. Национальную породу России принялись поддерживать и на многих региональных ипподромах России — Саратовском, Казанском, Новосибирском, Пермском и др. Появились частные конные заводы по разведению орловского рысака. Серьёзно улучшилась система тренинга и ухода за лошадьми. Благодаря этим усилиям орловские рысаки, остановившиеся было в резвости в кризисные 1990-е годы, начали устанавливать новые рекорды. И всё же, несмотря на то, что наметился медленный рост поголовья орловских рысаков, для спасения породы от гибели нужно предпринимать ещё немало усилий в течение многих лет.

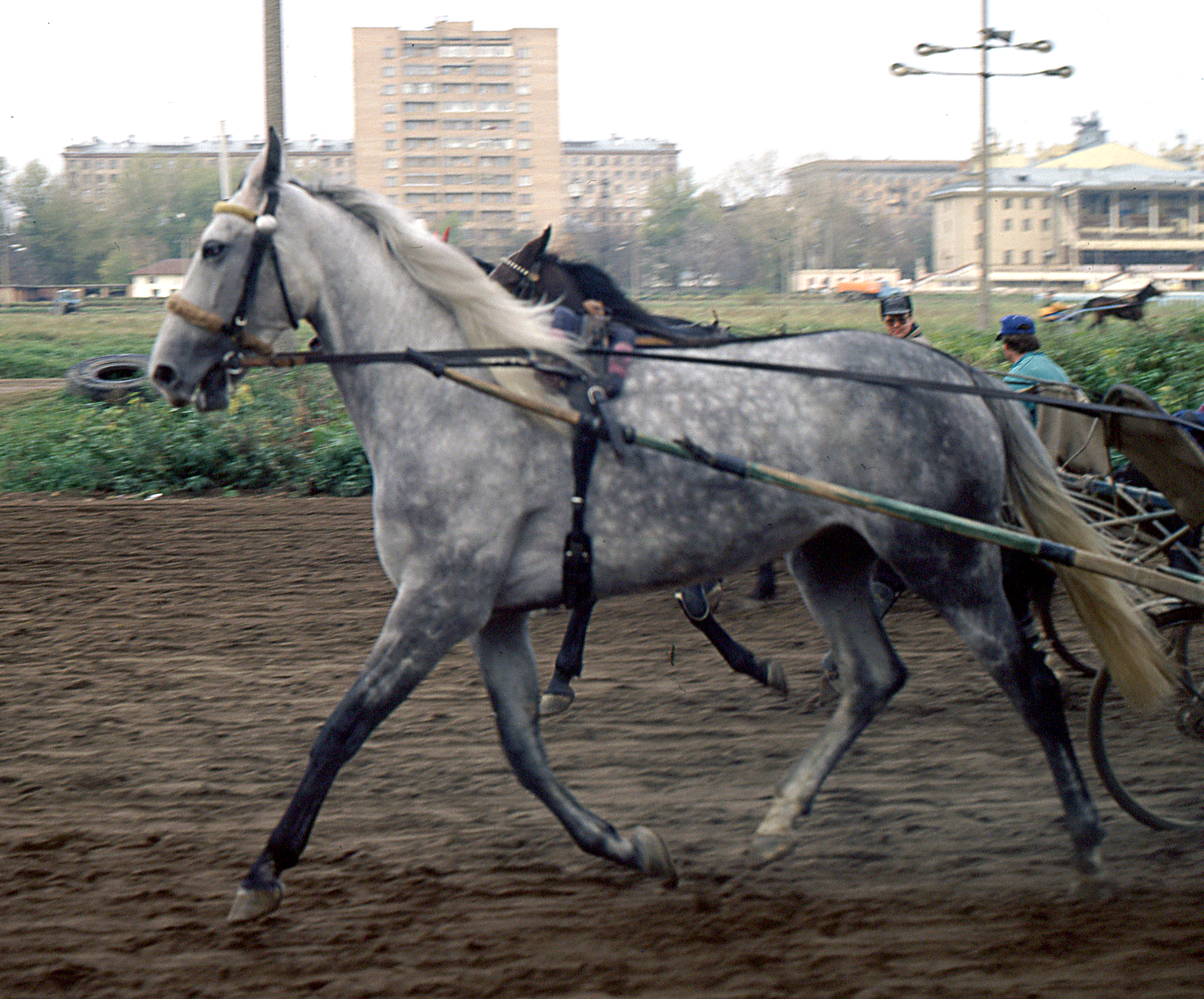
Тренинг орловского рысака (Москва, 1999)

## Современный орловский рысак

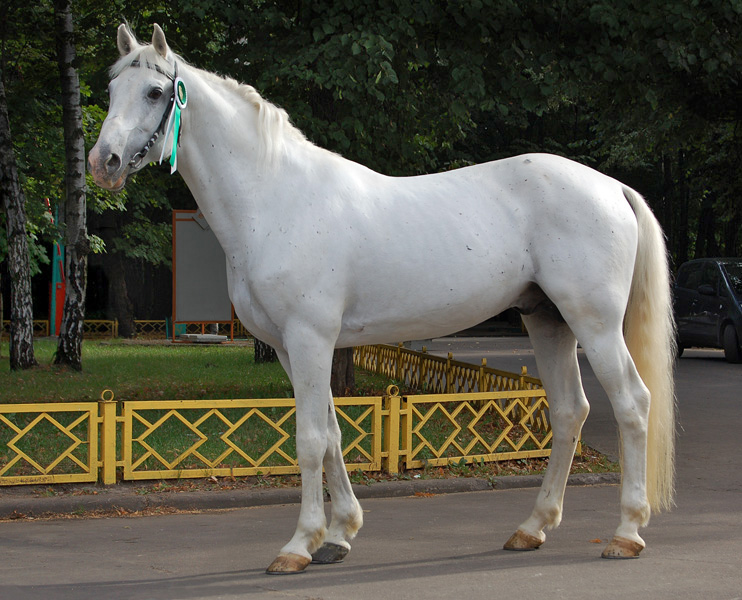
Орловский рысистый на выставке «Эквирос»-2007

Орловская рысистая порода лошадей была зарегистрирована в Министерстве сельского хозяйства Российской Федерации в 2007 году в качестве породы российской селекции.
Современные орловские рысаки, особенно «король 70-х годов» светло-серый Пион и его внуки Кипр и Ковбой, резвач Иппик с сыном Колоритом, оказались намного резвее орловцев начала прошлого столетия. Однако в целом они не могут противостоять натиску американских, генетически более резвых рысаков. Хотя и они демонстрируют хорошие результаты. В России абсолютный рекорд скорости — 1 мин 57,2 с на 1600 м — для рысаков всех рысистых пород принадлежит орловцу Ковбою. Этот стремительный рысак рыжей масти, имевший несколько простоватый внешний вид, показал такой результат на Раменском ипподроме в 1991 году (московский наездник М. Козлов).
В настоящее время в орловской рысистой породе существует восемь основных линий. Ведущей среди них является линия Пиона — как по количеству производителей, так и по качеству потомства, прежде всего, резвостному. В постсоветский период в российских конных заводах оставалось около 700 чистопородных орловских кобыл и полсотни жеребцов, тогда как в начале XX века российские коннозаводчики имели 20 тысяч орловских маток. Сейчас многие ипподромы заполоняют как доморощенные, так и ввозимые из-за рубежа «американцы», и они вытесняют не только орловского, но и русского рысака.
Другими крупными линиями являются линии Улова, Пилота и Квадрата. Несколько меньше по количеству представителей имеет линия деда Пиона Отбоя через сыновей Лунатика и Корсара. Незначительно представлены в породе линии Воина, Ветра и Барчука.
Современные центры разведения орловской породы расположены в России и на Украине. Ведущими конными заводами по работе с орловской породой являются в России Хреновской конный завод, Чесменский конный завод, Московский конный завод, Пермский конный завод и Алтайский конный завод (из 86 действующих российских конных заводов), на Украине — Дубровский конный завод.
Работу с орловским рысаком также проводят Шадринский конный завод, Новотомниковский ПКЗ, Завиваловский конный завод, Петровский конный завод, Татарский конный завод, частные ООО «Урожай», ООО «ЛАГ-Сервис+», ЗАО «Кушумский» и другие.
Поскольку орловские рысаки в общей массе сегодня уступают в резвости русским и американским рысакам, для них проводятся закрытые призы. Среди них основные — «Приз Барса», «Приз Пиона», «Приз Морского Прибоя», «Приз Отклика», «Приз Парижа», приз в честь Французской рысистой ассоциации, «Приз Франции» и др.

Забег на «Приз Барса», Раменский ипподром, 2024. Кобыла Замах АС 2020 года

По итогам 2004, 2005 и 2006 годов лучшими рысаками России по количеству выигранных призовых стали орловские рысаки:
- в 2004 и 2005 годах — Попрёк (Поток — Перикола 1998, 2.04,5)[26] и
- в 2006 году — Лотос (Термин — Локация 2000, 2.03,7)[33].

Они сумели заработать больше призовых сумм, чем более резвые русские и американские рысаки.
Таблица современных рекордов орловской породы
| Дистанция | Возраст         | Жеребец (год рождения)               | Рекорд   | Кобыла (год рождения)                           | Рекорд   |
| --------- | --------------- | ------------------------------------ | -------- | ----------------------------------------------- | -------- |
| 1600 м    | 2 года          | Логотип (Попугай — Лилия 2006)       | 2.09,2   | Кавычка (Куплет — Ковбойка 2012)                | 2.08,7   |
|           | 3 года          | Донбасс (Банкир — Дания 2022)        | 2.02,9   | Флористика (Жаркий — Филармония 2008)           | 2.04,3   |
|           | 4 года          | Манускрипт (Пилигрим — Мелодия 2022) | 2.00,4   | Белизна (Император — Белоснежка 2010)           | 2.02,4   |
|           | Старший возраст | Ковбой (Блокпост — Крутизна 1984)    | 1.57,2   | Приправа (Ивась — Придача)                      | 2.02,5   |
| 2400 м    | 3 года          | Коленкор (Куплет — Конка 2012)       | 3.10,9   | Кавычка (Куплет — Ковбойка 2012)                | 3.11,2   |
|           | 4 года          | Крещатик (Куплет — Куманика 2012)    | 3.09,0   | Кавычка (Куплет — Ковбойка 2012)                | 3.10,4   |
|           | Старший возраст | Иппик (Персид — Ифигения 1980)       | 3.02,5 р | Приправа (Ивась — Придача)                      | 3.08,3   |
| 3200 м    | 4 года          | Кипр (Помпей — Крутизна 1982)        | 4.17,6   | Купюра (Парламент — Купава 2010)                | 4.23,7   |
|           | Старший возраст | Пион (Отклик — Приданница 1966)      | 4.13,5 р | Капитанша (Бубенчик — Видроджена Культура 1935) | 4.21,6 р |
| 4800 м    | 4 года          | -                                    | -        | Купюра (Парламент — Купава 2010)                | 6.58,0   |
|           | Старший возраст | Пикадор (Инжир — Прибыль 2000)       | 6.48,3   | Тоня Р (Вармик — Межа 1901)                     | 7.09,4   |

## Успехи в конном спорте
Орловский рысак — уникальная порода, не имеющая аналогов в мире. Помимо рысистых бегов, крупного и нарядного орловского рысака можно с успехом использовать практически во всех видах конного спорта — выездке, конкуре, драйвинге и просто любительской верховой езде. Хорошим примером тому может служить светло-серый жеребец Балагур, правнук Пиона, который вместе со своей всадницей Александрой Кореловой не раз становился победителем различных официальных и коммерческих соревнований по выездке внутри России и за её пределами.
Корелова и Балагур, занимая место в первой полусотне рейтинга Международной федерации конного спорта, долгое время были номером один в России и заняли лучшее среди всех российских всадников 25-е место на Олимпиаде в Афинах в 2004 году.

## Генетика
Генетические особенности орловских рысаков изучались с помощью биохимических, иммуногенетических и молекулярно-генетических маркеров.

### Биохимические маркеры
С 1975 по 1989 год был обследован генофонд советских пород лошадей с использованием биохимических (белковых) маркеров. Помимо орловской рысистой, в состав изученных пород были включены лошади донской, якутской, ахалтекинской, башкирской, кабардинской, казахской (типа «джэбе») и карабаирской пород, а также дикие лошади Пржевальского.
Определены частоты аллелей по трём локусам белков крови: трансферрина (Tf), альбумина (Al) и эстеразы (Es). Среди обследованных 998 орловских рысаков выявлены следующие частоты аллелей: Tf D — 0,099; Tf F — 0,357; Tf H — 0,213; Tf O — 0,035; Tf R — 0,296; Al A — 0,400; Al B — 0,600; Es F — 0,199; Es G — 0,356; Es I — 0,444; Es H — 0,001.
Генетическую структуру отдельно орловских и русских рысаков сравнивали также при помощи 16 белковых маркеров, при этом полиморфизм был отмечен по шести локусам. Наибольшие генетические различия между двумя породами рысаков наблюдали по локусам трансферрина и фосфоглюкомутазы.
Дальнейшие исследования показали, что в целом по своей генетической структуре рысаки занимают промежуточное положение между лошадьми верховых и тяжелоупряжных пород. Кроме того, они заметно отличаются от зарубежных рысистых пород, особенно от американского рысака. У орловцев сравнительно часто встречаются аллели Tf H и Tf R, отсутствующие у лошадей стандартбредной породы, а также Es G. Проведённый анализ генофонда орловской рысистой породы показал, что относительно своих предковых форм она имеет более тесные связи с европейскими упряжными породами, чем с арабскими лошадьми.
Предполагают, что сложившиеся характерные особенности породы поддерживаются стабилизирующим отбором, что подтверждается постоянством генетической структуры популяции на протяжении 1980-х — 1990-х годов. В отличие от других призовых пород орловский рысак имеет большой резерв генетической изменчивости, а также хорошие адаптивные качества. Генетическое тестирование всего племенного ядра этой породы (1254 голов) показало, что во всех заводах поголовье имеет типичные для породы аллели в маркерных локусах, но различается по их частоте. Наиболее существенные различия были выявлены между орловскими рысаками разных заводских типов.
Поскольку при совершенствовании конских пород основным методом является разведение по линиям, изучение генетической структуры заводской породы орловских рысистых лошадей выявило явно выраженные межлинейные различия по наличию и распространённости отдельных аллелей.
При генетическом обследовании орловских рысаков было также обнаружено, что увеличение степени инбридинга не всегда коррелирует с одновременным увеличением гомозиготности инбредных лошадей по изученным локусам.
Поиск связей между белковыми маркерами и резвостью выявил некоторую тенденцию повышения резвости при увеличении частоты аллелей Tf F и Es F у орловских рысаков, но различия по группам лошадей оказались недостоверными.

### Иммуногенетические маркеры
В качестве иммуногенетических маркеров при изучении генетической структуры орловской рысистой породы применяли эритроцитарные антигены групп крови, идентифицируемые в классических иммунологических реакциях агглютинации и гемолиза с использованием специфических антисывороток-реагентов.
Сравнительные исследования иммуногенетического полиморфизма орловских и русских рысаков, недавно ещё наиболее массовых пород, показали, что в Западной Сибири в результате адаптации к местным условиям сформировался специфический и своеобразный генофонд популяций этих двух пород. При этом в Сибири, по сравнению с популяциями европейской части России, сформировались даже более сильные различия по генофонду между двумя породами рысаков, чем различия при сравнении двух географически удалённых регионов.
Следуя положениям о государственных племенных книгах, всё племенное поголовье лошадей чистокровной орловской рысистой породы подлежит обязательному иммуногенетическому тестированию (типированию по крови).

### Молекулярно-генетические маркеры
Особенности и механизмы селекционно-генетических процессов, приводящих к межпородным и межпопуляционным различиям, удалось прояснить с помощью современных методов молекулярно-генетических исследований на уровне полиморфизма участков ДНК, контролирующих, в частности, масти лошадей (локусов пигментообразования — рецептора меланокортина-1, MC1R, и тирозиназы, Tyr). Полученные по орловской рысистой породе данные свидетельствуют о неслучайности сформированных в популяциях спектров фенотипов (по масти) и генетической структуры. С помощью комплексных исследований генофонда орловских рысаков удалось выявить особенности формирования популяции Алтайского конного завода — лучшего на начало XXI века племенного ядра породы. Полученные сведения представляют интерес для анализа причин выдающихся успехов выращенных здесь орловцев на крупнейших ипподромах и конских выставках, для обоснования оптимальных мер сохранения породы и её развития.
В другом исследовании выборку из 10 орловских рысаков анализировали с использованием нового поколения молекулярно-генетических маркеров — фрагментов ДНК, фланкированных инвертированными микросателлитными повторами (ISSR-PCR). С помощью трёх тринуклеотидных праймеров (фрагментов микросателлитных локусов (CTC)6A, (СТС)6С, (GAG)6C) был получен спектр ампликонов у каждого из изученных животных. Суммарно по всем праймерам у орловских рысаков выявлено 17 ампликонов, стабильно воспроизводящихся при трёхкратных повторных анализах.
В исследовании полиморфных систем крови и микросателлитов ДНК маркирование генотипов выдающихся производителей и маток может использоваться не только для контроля процесса передачи потомкам генов родоначальника, определения индекса генетического сходства, но и для прогноза эффективности подбора и отбора. Так, в результате семейного анализа генотипа орловского жеребца Осевого (Синап — Охта 1994) было установлено, что им унаследованы маркированные гены двух выдающихся родоначальников линий Улова и Пиона, что может стать основанием для прогноза успеха его заводской карьеры.

## В литературе, искусстве и филателии

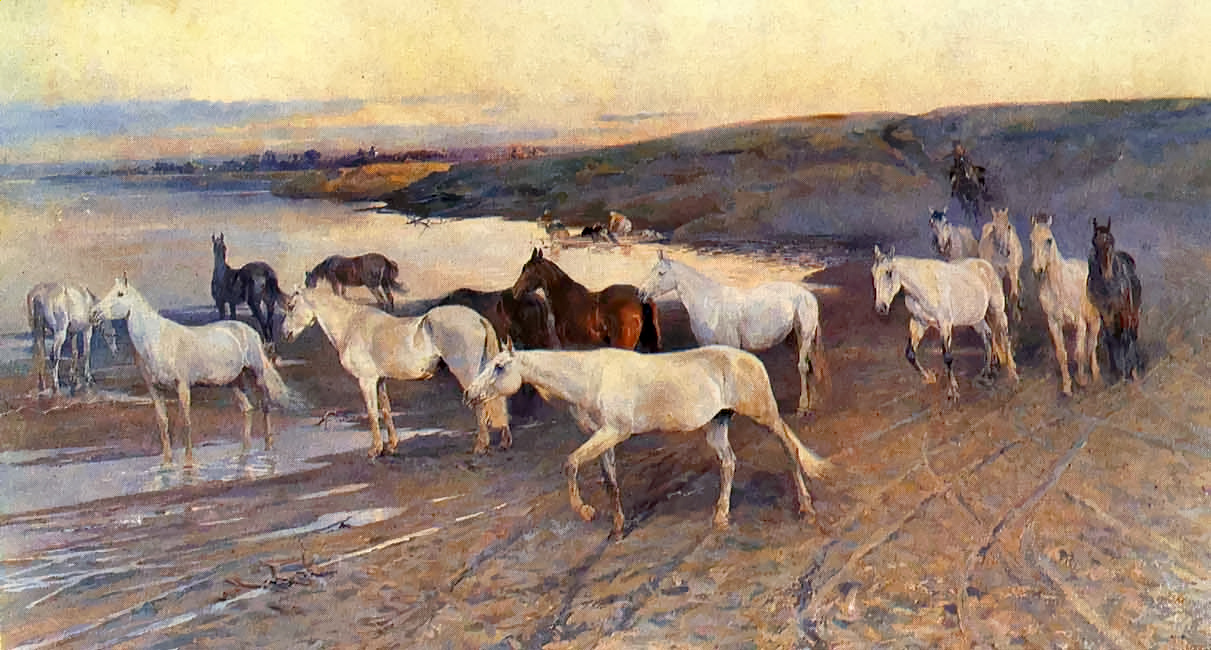
Табун Матка (лошадь) Ново-Томниковского конного завода. Картина Н. С. Самокиша (1890)

Орловские рысаки вдохновляли на творчество многих писателей — Л. Н. Толстого («Холстомер»), А. И. Куприна («Изумруд») и др. Примером литературного произведения может служить книга Петра Ширяева «Внук Тальони» (1928) об орловском рысаке Лесть. Писатель А. И. Эртель, будучи сам уроженцем Воронежской области, где находится знаменитый Хреновской завод описал быт, связанный с выведением лошадей орловской породы, в романе «Гарденины, их дворня, приверженцы и враги».
Орловские рысаки запечатлены на многих произведениях изобразительного искусства, как например:
- картины русского художника Николая Сверчкова (1817—1898), который особенно часто обращался в своём творчестве к орловцам;
- картина «Орловские рысаки в дышловой упряжке и собака» (1861) немецкого художника Рудольфа Зурландта из коллекции Музея коневодства Московской академии имени К. А. Тимирязева[50].

Известны также следующие кинофильмы:
- «Любушка» — фильм 1961 года по мотивам книги П. Ширяева «Внук Тальони»;
- «Крепыш» — фильм 1982 года об орловском рысаке по кличке Крепыш;
- «Рысак» — фильм 2005 года по мотивам книги П. Ширяева «Внук Тальони».

Орловская порода лошадей неоднократно воспроизводилась на почтовых марках ряда стран:
- Азербайджана — 1993, 1997;
- Бутана — 1999;
- Молдовы — 2002;
- России — 2007;
- СССР — 1968, 1988;
- Танзании — 1991;
- Украины — 2005.

Орловский рысак на почтовых марках
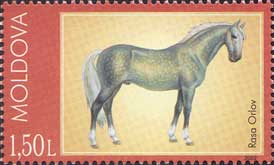
Молдова (2002)
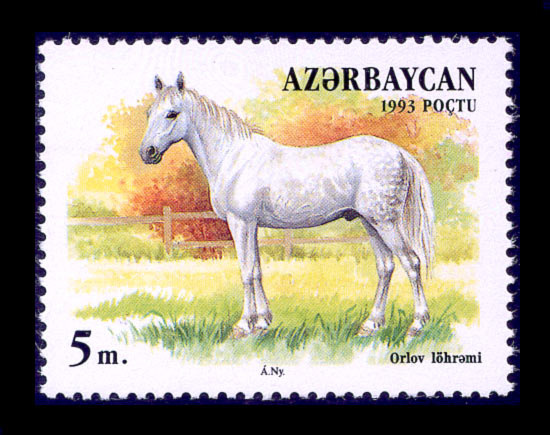
Азербайджан (1993)
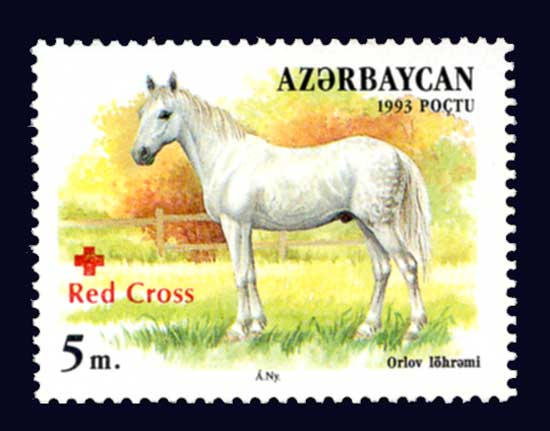
Азербайджан (1997)
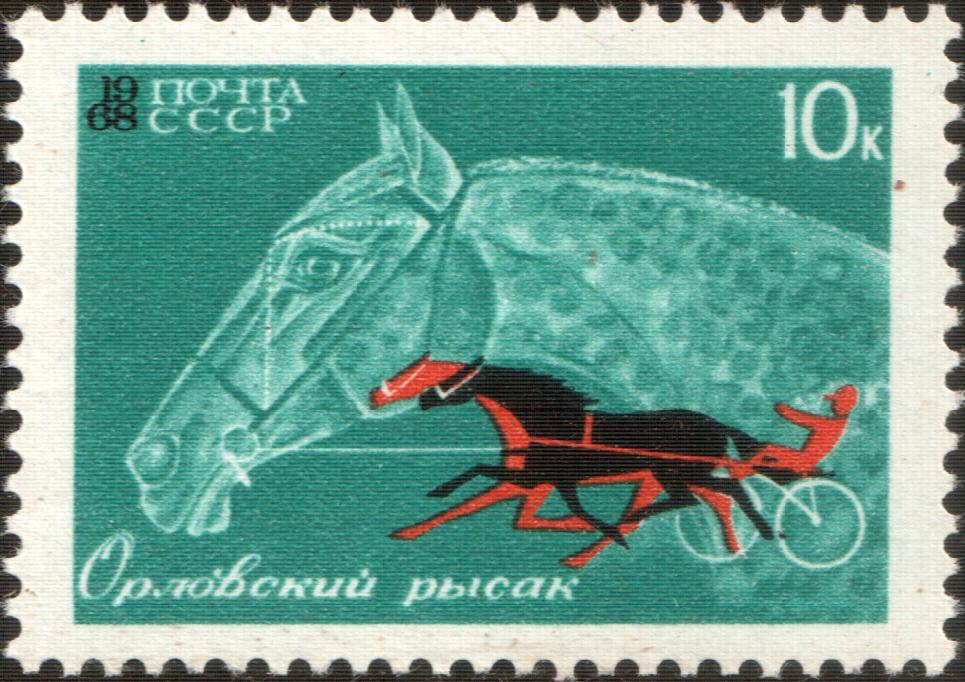
СССР (1968)